# Euskaltel-Euskadi/Saison 2007
Dieser Artikel listet Erfolge und Mannschaft des Teams Euskaltel-Euskadi in der Saison 2007 auf.

## Saison 2007

### Erfolge in der UCI ProTour
Bei den Rennen der UCI ProTour im Jahr 2007 gelangen dem Team nachstehende Erfolge.
| Datum         | Rennen                         | Fahrer          |
| ------------- | ------------------------------ | --------------- |
| 20. März      | 7. Etappe Tirreno–Adriatico    | Koldo Fernández |
| 14. April     | 6. Etappe Baskenland-Rundfahrt | Samuel Sánchez  |
| 5. Mai        | 4. Etappe Tour de Romandie     | Igor Antón      |
| 27. Mai       | 7. Etappe Katalonien-Rundfahrt | Samuel Sánchez  |
| 16. September | 15. Etappe Vuelta a España     | Samuel Sánchez  |
| 21. September | 19. Etappe Vuelta a España     | Samuel Sánchez  |
| 22. September | 20. Etappe Vuelta a España     | Samuel Sánchez  |

### Erfolge in der UCI Europe Tour
Bei den Rennen der UCI Europe Tour im Jahr 2007 gelangen dem Team nachstehende Erfolge.
| Datum       | Rennen        | Fahrer          |
| ----------- | ------------- | --------------- |
| 15. Februar | Trofeo Calvia | Unai Etxebarria |

### Abgänge – Zugänge
| Zugänge             | Team 2006                  | Abgänge            | Team 2007              |
| ------------------- | -------------------------- | ------------------ | ---------------------- |
| Mikel Astarloza     | ag2r Prévoyance            | Iban Mayo          | Saunier Duval-Scott    |
| Jon Bru             | Kaiku                      | David Herrero      | Karpin-Galicia         |
| Jorge Azanza        | Kaiku                      | David López García | Caisse d’Epargne       |
| Dionisio Galparsoro | Kaiku                      | Gorka González     | unbekannt              |
| Lander Aperribay    | Neoprofi                   | Iker Camaño        | Saunier Duval-Scott    |
| Andoni Lafuente     | Neoprofi                   | Iker Flores        | Fuerteventura-Canarias |
| Aitor Galdós        | Ceramiche Panaria-Navigare | Joseba Albizu      | unbekannt              |
| Amets Txurruka      | Team Barloworld            | Josu Silloniz      | unbekannt              |
| Iván Velasco        | Orbea                      | Roberto Laiseka    | Karriereende           |
| Juan José Oroz      | Orbea                      |                    |                        |

Juan Jose Oroz wechselte im Mai zu Euskaltel-Euskadi.

### Mannschaft 2007
| Name                | Geburtstag         | Herkunft  |
| ------------------- | ------------------ | --------- |
| Beñat Albizuri      | 17. Mai 1981       | Spanien   |
| Igor Antón          | 2. März 1983       | Spanien   |
| Lander Aperribay    | 15. Juni 1982      | Spanien   |
| Andoni Aranaga      | 1. Januar 1979     | Spanien   |
| Mikel Astarloza     | 17. November 1979  | Spanien   |
| Jorge Azanza        | 16. Juni 1982      | Spanien   |
| Jon Bru             | 18. Oktober 1977   | Spanien   |
| Unai Etxebarria     | 21. November 1972  | Venezuela |
| Koldo Fernández     | 13. September 1981 | Spanien   |
| Aitor Galdós        | 9. November 1979   | Spanien   |
| Dionisio Galparsoro | 13. August 1978    | Spanien   |
| Aitor Hernández     | 24. Januar 1982    | Spanien   |
| Iban Iriondo        | 1. Mai 1984        | Spanien   |
| Markel Irízar       | 5. Februar 1980    | Spanien   |
| Iñaki Isasi         | 20. April 1977     | Spanien   |
| Andoni Lafuente     | 6. September 1985  | Spanien   |
| Íñigo Landaluze     | 9. Mai 1977        | Spanien   |
| Antton Luengo       | 17. Januar 1981    | Spanien   |
| Iban Mayoz          | 30. September 1981 | Spanien   |
| Juan José Oroz      | 11. Juli 1980      | Spanien   |
| Aketza Peña         | 4. März 1981       | Spanien   |
| Alan Pérez          | 15. Juli 1982      | Spanien   |
| Rubén Pérez         | 30. Oktober 1981   | Spanien   |
| Samuel Sánchez      | 5. Februar 1978    | Spanien   |
| Amets Txurruka      | 10. November 1982  | Spanien   |
| Unai Uribarri       | 28. Februar 1984   | Spanien   |
| Iván Velasco        | 7. Februar 1980    | Spanien   |
| Gorka Verdugo       | 4. November 1978   | Spanien   |
| Haimar Zubeldia     | 1. April 1977      | Spanien   |
| Joseba Zubeldia     | 19. März 1979      | Spanien   |

Aketza Peña wurde nach positiven Dopingtests beim Giro del Trentino und dem Giro d’Italia vom Team suspendiert und für zwei Jahre gesperrt.